# Дніпро-Бузький морський торговельний порт
Дні́про-Бу́зький морськи́й торгове́льний порт — морський порт, розташований на лівому березі Бузького лиману в районі Руської коси, за 10 миль на південь від Миколаївського морського торговельного порту і за 32 милі від Чорного моря.

## Історія
Дніпро-Бузький морський порт виник як структурний підрозділ Миколаївського глиноземного заводу. Він був відкритий 7 жовтня 1978. На початках потужність розвантажувачів планувалася 50 тис. тон за добу, обробка суден мала провадитися втричі швидше, ніж у Миколаївському морському порту.
Після приватизації Миколаївського глиноземного заводу управління державним майном, що не підлягає приватизації, і забезпечення безпеки судноплавства здійснювало державне підприємство «Дніпро-Бузький морський торговельний порт» (ДП «ДБМТП»).
23 липня 2008 року Міністерство транспорту та зв'язку України видало розпорядження, яким приєднало Дніпро-Бузький морський торговельний порт до Миколаївського морського торговельного порту. 

## Спеціалізація
Порт спеціалізується на прийомі імпортних бокситів для Миколаївського глиноземного заводу і Запорізького алюмінієвого комбінату. З самого початку роботи і по сьогоднішній день це єдиний комплекс в країні, що спеціалізується на прийомі такої сировини. Боксити у Запоріжжя вирушають річковими суднами «Укррічфлоту». У порту організована експортна перевалка вантажів: оцтової кислоти, глинозему, меляси, мазуту.

## Портові потужності
Порт має 10 причалів із загальною завдовжки 810 м, дві залізничні колії, автомобільні під'їзди до причалів. Комплекс із переробки патоки (меляси) має ємності для накопичення меляси загальною місткістю 20 тис. т. Комплекс із переробки мазуту має 6 резервуарів для накопичення мазуту з пропускною здатністю — 1 млн т на рік. Порт має відкритий майданчик (15 800 м²) для зберігання 150 тис. т бокситів і відкритий майданчик для зберігання генеральних вантажів.

## Особливості порту
Навігація в порту триває цілий рік. Акваторія порту захищена дамбою. Причали обладнані кранцевим захистом.
Акваторія порту сполучається з Бузько-Дніпровсько-лиманським каналом (БДЛК) за допомогою підхідного каналу завдовжки 3,14 км і завширшки 80 м. Лоцманська проводка суден у порту обов'язкова. Лоцманська проводка суден завдовжки понад 187 м по підхідному каналу порту здійснюється за допомогою буксирів.
Глибини в акваторії порту — 12 м, максимальні глибини біля причалів — 11,5 м, площа акваторії — 135 га. Є дозвіл розширити її ще на 64 га.

## Режим плавання
Порт регулярно приймає судна типу «Panamax» завдовжки 230–250 м, г/п. до 70 тис. т, судна типу «Зоя Космодем'янська» завдовжки 215 м, вантажопідйомністю до 60 тис. т. Для того, щоб судно могло пройти Бузько-Дніпровсько-лиманським каналом, здійснюють попереднє часткове розвантаження на рейді банки Трутаєво біля острова Березань. Там створено рейдовий причал. Проходження суден Бузько-Дніпровсько-лиманським каналом до підхідних каналів порту можливо тільки в денний час за умови видимості більш 2-х миль. На Руській косі є пост регулювання рухом, який може надати допомогу в проведенні судна із зовнішнього рейду в порт у разі обмеженої видимості. Вхід суден у порт і вихід з порту здійснюється цілодобово.